# Jáki Gyula
Jáki Gyula, születési nevén Jack Gyula (Győr, 1898. május 6. – Szentes, 1958. március 18.) magyar orvos, sebész, urológus, orvostörténész, egyetemi tanár, az orvostudományok kandidátusa, 1957-től 1958-ig a Szegedi Orvostudományi Egyetem rektora.

## Élete
Anyai ágon a Schöpf-Mérei és a Lumnitzer híres orvoscsaládok leszármazottja volt. 1922-ben szerzett a Pázmány Péter Tudományegyetemen orvosdoktori diplomát, majd a debreceni Tisza István Tudományegyetem Kórbonctani és Kórszövettani Intézete gyakornoka, illetve egyetemi tanársegéde lett. 1924-ben a bécsi Paltauf Intézet Rockefeller-ösztöndíjasa volt. 1927 és 1931 között a Sebészeti Klinika műtőnövendéke, 1931-től 1943-ig egyetemi tanársegéde, 1943 és 1947-ig pedig egyetemi adjunktusa volt.
1929-ben műtőorvosi vizsgát tett, majd 1937-ben a műtéti szövődmények megelőzése és leküzdése tárgykörben magántanári képesítést szerzett. 1933-tól 1934-ig a berlini Urológiai és Sebészeti Klinikán a bécsi Collegium Hungaricum állami ösztöndíjasa volt, majd 1935-ben Németországban járt hosszabb tanulmányúton. 1937-ben az Országos Szakorvosképesítő Vizsgáztató Bizottság, 1941-ben pedig a debreceni Tisza István Tudományos Társaság tagja lett.
1947 és 1951 között a Szegedi Tudományegyetem, illetve a SZOTE I. sz. Sebészeti Klinikájának nyilvános rendes tanára, 1947-től 1958-ig a Tanszék vezetője volt. 1952-ben az orvostudományok kandidátusa, illetve egyetemi tanár lett. 1957-től 1958-ig az Orvostudományi Kar dékánja és az Egyetem rektora volt. Tagja volt az Egészségügyi Tudományos Tanácsnak és az Országos Rákbizottságnak, vezetőségi tagja a Magyar Sebészek Társaságának, főtitkára a Debreceni Orvosegyesületnek, valamint elnöke a Társadalom- és Természettudományi Ismeretterjesztő Társulat Csongrád megyei Szervezetének és 1955-től 1958-ig az Országos Orvostörténeti Könyvtár Közleményei c. folyóirat szerkesztőbizottságának.
Szakterülete a rosszindulatú daganatok, elsősorban áttételes rákok és fekélyes megbetegedések sebészeti megoldásai voltak, foglalkozott az emlőrákok endokrinológiai vonatkozásaival és az emlődaganatok más rosszindulatú betegségekkel kapcsolatos összefüggéseivel, valamint vizsgálta az urogenitális gümőkór, az áttételes petefészek-daganatok és a vizeletürítési zavarok sebészeti gyógyítását is. Elsők között foglalkozott Magyarországon orvosmeteorológiai kutatásokkal, orvostörténeti munkákat is írt.
1958-ban hunyt el Szentesen, a szegedi Belvárosi Temetőben nyugszik díszsírhelyen. Sírját 2006-ban a Nemzeti Emlékhely és Kegyeleti Bizottság védetté nyilvánította. Mészkő emléktábláját a Szegedi Tudományegyetem I. sz. Sebészeti Klinika előcsarnokában helyezték el.